# Paxillus involutus
Paxillus involutus, es un hongo tóxico, basidiomiceto, del orden Boletales, de la familia Paxillaceae. Se creía que era comestible, pero ahora se sabe que destruye los glóbulos rojos cuando se consume con frecuencia.

## Descripción
El cuerpo fructífero puede ser de hasta 6 centímetros de alto, la forma del sombrero (píleo) es convexo cuando son jóvenes y cuando madura toma la forma de un embudo, son de color pardusco, amarillentos y pueden tener hasta 12 centímetros de ancho, la superficie del sombrero es suave y lisa, pegajosa si esta húmeda. 
Se encuentran en las zonas húmedas de los bosques de coníferas, a finales del verano y durante el otoño en el hemisferio norte, en toda Europa y Asia, América del Norte, con registros de Japón y en el este de Anatolia en Turquía.

## Comestibilidad
Es tóxico, no se recomienda su ingesta.